# Dheepan
Dheepan je francoski kriminalno-dramski film iz leta 2015, ki ga je režiral Jacques Audiard in zanj napisal scenarij skupaj z Thomasom Bidegainom in Noéjem Debréjem. Delno temelji na Montesquieujih Perzijskih pismih, kot tudi na filmu Slamnati psi iz leta 1971 in pripombah Antonythasana Jesuthasana, ki tudi odigra naslovno vlogo. Zgodba govori o treh Tamilskih beguncih pred Šrilanško državljansko vojno, ki se zatečejo v Francijo.
Film je bil premierno prikazan 21. maja 2015 na Filmskem festivalu v Cannesu, kjer je osvojil glavno nagrado zlata palma, v francoskih kinematografih pa 26. avgusta. Prikazan je bil tudi na Filmskem festivalu v Torontu. Nominiran je bil tudi za devet Césarjev, tudi za najboljši film, režijo in igralca (Jesuthasan).

## Vloge
- Antonythasan Jesuthasan kot Dheepan/Sivadhasan
- Kalieaswari Srinivasan kot Yalini
- Claudine Vinasithamby kot Illayaal
- Vincent Rottiers kot Brahim
- Marc Zinga kot Youssouf
- Faouzi Bensaïdi kot g. Habib
- Bass Dhem kot Azziz
- Franck Falise kot hišnik stavbe C
- Joséphine de Meaux kot ravnateljica
- Jean-Baptiste Pouilloux kot pravnik
- Nathan Anthonypillai kot interpret
- Vasanth Selvam kot polkovnik Cheran